# Velika nagrada Pariza 1946
Velika nagrada Pariza 1946 je bila četrta dirka za Veliko nagrado v sezoni Velikih nagrad 1946. Odvijala se je 30. maja 1946 v pariškem parku Bois de Boulogne. 

## Rezultati

### Dirka
| Poz | Št | Dirkač                  | Moštvo                         | Dirkalnik         | Krogi | Čas/Odstop    |
| --- | -- | ----------------------- | ------------------------------ | ----------------- | ----- | ------------- |
| 1   | 2  | Jean-Pierre Wimille     | Alfa Romeo SpA                 | Alfa Romeo 308    | 47    | 1:17:41.1     |
| 2   | 6  | Louis Chiron            | Automobiles Talbot Darracq     | Talbot-Lago T26   | 46    | +1 krog       |
| 3   | 30 | Arialdo Ruggeri         | Privatnik                      | Maserati 4CL      | 46    | +1 krog       |
| 4   | 42 | Henri Louveau           | Scuderia Automovilistica Milan | Maserati 4CL      | 45    | +2 kroga      |
| 5   | 8  | Pierre Levegh           | Automobiles Talbot Darracq     | Talbot-Lago T150C | 44    | +3 krogi      |
| 6   | 12 | Eugène Chaboud          | Ecurie France                  | Delahaye 135CS    | 44    | +3 krogi      |
| 7   | 20 | Raymond Sommer          | Privatnik                      | Maserati 6CM      | 44    | +3 krogi      |
| 8   | 26 | Ciro Basadonna          | Privatnik                      | Maserati 4CL      | 42    | +4 krogi      |
| 9   | 32 | Henri Trillaud          | Ecurie France                  | Delahaye 135CS    | 42    | +4 krogi      |
| Ods | 22 | Robert Mazaud           | Privatnik                      | Maserati 4CL      | 35    | Volan         |
| Ods | 18 | Raph                    | Ecurie Naphtra Course          | Maserati 6CM      | 31    | Motor         |
| Ods | 4  | T.A.S.O. Mathieson      | Privatnik                      | Maserati 8C       | 22    | Puščanje olja |
| Ods | 40 | Jean Lucas              | Privatnik                      | Alfa Romeo 8C     | 14    | Motor         |
| Ods | 36 | Jean Achard             | Privatnik                      | Maserati 4CM      | 13    | Motor         |
| Ods | 24 | Emmanuel De Graffenried | Privatnik                      | Maserati 6CM      | 10    | Ventil        |
| Ods | 28 | Tazio Nuvolari          | Privatnik                      | Maserati 4CL      | 5     | Menjalnik     |
| DNS |    | Louis Villeneuve        | Privatnik                      | Delahaye 135CS    |       |               |